# Tournoi de clôture du championnat du Mexique féminin de football 2022
Navigation
Saison précédente Saison suivante
Le Tournoi de clôture 2022 est la 10e édition du Championnat du Mexique féminin de football disputé au Mexique. Le CF Monterrey défend son titre.

## Équipes participantes
| Club                      | Ville                        | État             | Stade                  | Capacité | Réf    |
| ------------------------- | ---------------------------- | ---------------- | ---------------------- | -------- | ------ |
| Club América              | Mexico                       | État de Mexico   | Azteca                 | 81 070   | [ 1 ]  |
| Atlas FC                  | Guadalajara                  | Jalisco          | Jalisco                | 55 020   | [ 2 ]  |
| Club Atlético de San Luis | San Luis Potosí              | San Luis Potosí  | Alfonso-Lastras        | 25 709   | [ 3 ]  |
| Cruz Azul                 | Ciudad Cooperativa Cruz Azul | État de Mexico   | 10 décembre            | 14 500   | [ 4 ]  |
| CD Guadalajara            | Zapopan                      | Jalisco          | Akron                  | 46 232   | [ 5 ]  |
| Juárez                    | Ciudad Juárez                | Chihuahua        | Olímpico Benito Juárez | 19 703   | [ 6 ]  |
| León                      | León                         | Guanajuato       | León                   | 31 297   | [ 7 ]  |
| Mazatlán (en)             | Mazatlán                     | Sinaloa          | Mazatlán               | 25 000   | [ 8 ]  |
| CF Monterrey              | Guadalupe                    | Nuevo León       | BBVA                   | 51 348   | [ 9 ]  |
| Necaxa (en)               | Aguascalientes               | Aguascalientes   | Victoria               | 23 851   | [ 10 ] |
| CF Pachuca                | Pachuca                      | Hidalgo          | Hidalgo                | 27 512   | [ 11 ] |
| Puebla (en)               | Puebla                       | Puebla           | Cuauhtémoc             | 47 417   | [ 12 ] |
| Querétaro                 | Santiago de Querétaro        | Querétaro        | Corregidora            | 34 107   | [ 13 ] |
| Santos Laguna             | Torreón                      | Coahuila         | Corona                 | 29 237   | [ 14 ] |
| Tijuana                   | Tijuana                      | Basse-Californie | Caliente               | 27 333   | [ 15 ] |
| Deportivo Toluca          | Toluca                       | État de Mexico   | Nemesio Díez           | 31 000   | [ 16 ] |
| Tigres UANL               | San Nicolás de los Garza     | Nuevo León       | Universitario          | 41 886   | [ 17 ] |
| Pumas UNAM                | Mexico                       | État de Mexico   | La Cantera             | 1 000    | [ 18 ] |

Localisation des clubs
| \| Mexico: América Cruz Azul UNAM Querétaro Atlas CD Guadalajara CF Monterrey Tigres UANL Pachuca Mazatlán (en) Toluca Santos Laguna I Mexico Puebla (en) Tijuana León Necaxa (en) Juárez Club Atlético de San Luis \| |
| Mexico: América Cruz Azul UNAM Querétaro Atlas CD Guadalajara CF Monterrey Tigres UANL Pachuca Mazatlán (en) Toluca Santos Laguna I Mexico Puebla (en) Tijuana León Necaxa (en) Juárez Club Atlético de San Luis       |

## Compétition
Le Tournoi Clausura se déroule de la même façon que les tournois saisonniers précédents :
- La phase de qualification : dix-sept journées de championnat.
- La phase finale : des matchs de classement et des confrontations aller-retour allant des quarts de finale à la finale.

### Phase de qualification
Lors de la phase de qualification les dix-huit équipes s'affrontent une fois selon un calendrier tiré aléatoirement. Les huit meilleures équipes sont qualifiées pour les quarts de finale.
Le classement est établi sur le barème de points classique (victoire à 3 points, match nul à 1, défaite à 0).
Le départage final se fait selon les critères suivants :
- Le nombre de points.
- La différence de buts générale.
- La différence de buts particulière.
- Le nombre de buts marqué à l'extérieur.
- Le tirage au sort.

| Rang | Équipe                    | Pts | J  | G  | N | P  | Bp | Bc | Diff |
| ---- | ------------------------- | --- | -- | -- | - | -- | -- | -- | ---- |
| 1    | CF Monterrey T            | 43  | 17 | 14 | 1 | 2  | 51 | 13 | +38  |
| 2    | CD Guadalajara            | 43  | 17 | 13 | 4 | 0  | 27 | 6  | +21  |
| 3    | Tigres UANL               | 39  | 17 | 11 | 6 | 0  | 43 | 11 | +32  |
| 4    | Club América              | 37  | 17 | 11 | 4 | 2  | 41 | 14 | +27  |
| 5    | CF Pachuca                | 30  | 17 | 9  | 3 | 5  | 28 | 22 | +6   |
| 6    | Atlas FC                  | 27  | 17 | 7  | 6 | 4  | 27 | 25 | +2   |
| 7    | Pumas UNAM                | 22  | 17 | 6  | 4 | 7  | 18 | 17 | +1   |
| 8    | Tijuana                   | 21  | 17 | 4  | 9 | 4  | 24 | 29 | -5   |
| 9    | Cruz Azul                 | 21  | 17 | 6  | 3 | 8  | 22 | 30 | -8   |
| 10   | Deportivo Toluca          | 20  | 17 | 5  | 5 | 7  | 29 | 32 | -3   |
| 11   | Club Atlético de San Luis | 20  | 17 | 5  | 5 | 7  | 23 | 29 | -6   |
| 12   | Querétaro                 | 18  | 17 | 5  | 3 | 9  | 16 | 29 | -13  |
| 13   | Santos Laguna             | 17  | 17 | 5  | 2 | 10 | 17 | 29 | -12  |
| 14   | Necaxa (en)               | 15  | 17 | 3  | 6 | 8  | 17 | 31 | -14  |
| 15   | Mazatlán (en)             | 13  | 17 | 3  | 4 | 10 | 11 | 30 | -19  |
| 16   | León                      | 13  | 17 | 3  | 4 | 10 | 18 | 40 | -22  |
| 17   | Puebla (en)               | 12  | 17 | 3  | 3 | 11 | 11 | 25 | -14  |
| 18   | Juárez                    | 11  | 17 | 3  | 2 | 12 | 18 | 29 | -11  |

| Légende : Qualifications et relégations | Légende : Qualifications et relégations |
| --------------------------------------- | --------------------------------------- |
|                                         | Qualification pour la Liguilla          |
|                                         | T Tenant du titre                       |

### LaLiguilla
Les huit équipes qualifiées sont réparties dans le tableau final d'après leur classement général. L'équipe la moins bien classée accueille lors du match aller et la meilleure lors du match retour.
Les équipes sont réparties de la façon suivante :
- La 1re contre la 8e.
- La 2e contre la 7e.
- La 3e contre la 6e.
- La 4e contre la 5e.

En cas d'égalité, les équipes sont départagées selon le nombre de buts inscrits à l'extérieur.
|  | Quarts de finale    | Quarts de finale    | Quarts de finale    | Quarts de finale    |                |                | Demi-finales          | Demi-finales          | Demi-finales          | Demi-finales          |  |  | Finale                | Finale                | Finale                | Finale                |
|  |                     |                     |                     |                     |                |                |                       |                       |                       |                       |  |  |                       |                       |                       |                       |
|  | 5 mai et 9 mai 2022 | 5 mai et 9 mai 2022 | 5 mai et 9 mai 2022 | 5 mai et 9 mai 2022 |                |                | 13 mai et 16 mai 2022 | 13 mai et 16 mai 2022 | 13 mai et 16 mai 2022 | 13 mai et 16 mai 2022 |  |  | 20 mai et 23 mai 2022 | 20 mai et 23 mai 2022 | 20 mai et 23 mai 2022 | 20 mai et 23 mai 2022 |
|  | 5 mai et 9 mai 2022 | 5 mai et 9 mai 2022 | 5 mai et 9 mai 2022 | 5 mai et 9 mai 2022 |                |                | 13 mai et 16 mai 2022 | 13 mai et 16 mai 2022 | 13 mai et 16 mai 2022 | 13 mai et 16 mai 2022 |  |  | 20 mai et 23 mai 2022 | 20 mai et 23 mai 2022 | 20 mai et 23 mai 2022 | 20 mai et 23 mai 2022 |
|  | 1er                 | CF Monterrey        | 1                   | 2                   |                |                | 13 mai et 16 mai 2022 | 13 mai et 16 mai 2022 | 13 mai et 16 mai 2022 | 13 mai et 16 mai 2022 |  |  | 20 mai et 23 mai 2022 | 20 mai et 23 mai 2022 | 20 mai et 23 mai 2022 | 20 mai et 23 mai 2022 |
|  | 1er                 | CF Monterrey        | 1                   | 2                   |                |                | 13 mai et 16 mai 2022 | 13 mai et 16 mai 2022 | 13 mai et 16 mai 2022 | 13 mai et 16 mai 2022 |  |  | 20 mai et 23 mai 2022 | 20 mai et 23 mai 2022 | 20 mai et 23 mai 2022 | 20 mai et 23 mai 2022 |
|  | 8e                  | Tijuana             | 0                   | 1                   |                |                | 13 mai et 16 mai 2022 | 13 mai et 16 mai 2022 | 13 mai et 16 mai 2022 | 13 mai et 16 mai 2022 |  |  | 20 mai et 23 mai 2022 | 20 mai et 23 mai 2022 | 20 mai et 23 mai 2022 | 20 mai et 23 mai 2022 |
|  | 8e                  | Tijuana             | 0                   | 1                   | CF Monterrey   | CF Monterrey   | 0                     | 2                     |                       |                       |  |  | 20 mai et 23 mai 2022 | 20 mai et 23 mai 2022 | 20 mai et 23 mai 2022 | 20 mai et 23 mai 2022 |
|  |                     |                     |                     |                     | CF Monterrey   | CF Monterrey   | 0                     | 2                     |                       |                       |  |  | 20 mai et 23 mai 2022 | 20 mai et 23 mai 2022 | 20 mai et 23 mai 2022 | 20 mai et 23 mai 2022 |
|  |                     |                     | CF Pachuca          | CF Pachuca          | 2              | 1              |                       |                       |                       |                       |  |  | 20 mai et 23 mai 2022 | 20 mai et 23 mai 2022 | 20 mai et 23 mai 2022 | 20 mai et 23 mai 2022 |
|  | 4e                  | Club América        | CF Pachuca          | CF Pachuca          | 2              | 1              | 1                     | 1                     |                       |                       |  |  | 20 mai et 23 mai 2022 | 20 mai et 23 mai 2022 | 20 mai et 23 mai 2022 | 20 mai et 23 mai 2022 |
|  | 4e                  | Club América        |                     |                     |                |                |                       | 1                     |                       |                       |  |  | 20 mai et 23 mai 2022 | 20 mai et 23 mai 2022 | 20 mai et 23 mai 2022 | 20 mai et 23 mai 2022 |
|  | 5e                  | CF Pachuca          | 2                   | 2                   |                |                |                       |                       |                       |                       |  |  | 20 mai et 23 mai 2022 | 20 mai et 23 mai 2022 | 20 mai et 23 mai 2022 | 20 mai et 23 mai 2022 |
|  | 5e                  | CF Pachuca          | 2                   | 2                   | CF Pachuca     | CF Pachuca     | 2                     | 1                     |                       |                       |  |  |                       |                       |                       |                       |
|  |                     |                     |                     |                     | CF Pachuca     | CF Pachuca     | 2                     | 1                     |                       |                       |  |  |                       |                       |                       |                       |
|  |                     |                     | CD Guadalajara      | CD Guadalajara      | 4              | 0              |                       |                       |                       |                       |  |  |                       |                       |                       |                       |
|  | 2e                  | CD Guadalajara      | CD Guadalajara      | CD Guadalajara      | 4              | 0              | 2                     | 3                     |                       |                       |  |  |                       |                       |                       |                       |
|  | 2e                  | CD Guadalajara      |                     |                     |                |                |                       |                       |                       |                       |  |  |                       |                       |                       |                       |
|  | 7e                  | UNAM                | 2                   | 2                   |                |                |                       |                       |                       |                       |  |  |                       |                       |                       |                       |
|  | 7e                  | UNAM                | 2                   | 2                   | CD Guadalajara | CD Guadalajara | 0                     | 2                     |                       |                       |  |  |                       |                       |                       |                       |
|  |                     |                     |                     |                     | CD Guadalajara | CD Guadalajara | 0                     | 2                     |                       |                       |  |  |                       |                       |                       |                       |
|  |                     |                     | Tigres UANL         | Tigres UANL         | 2              | 0              |                       |                       |                       |                       |  |  |                       |                       |                       |                       |
|  | 3e                  | Tigres UANL         | Tigres UANL         | Tigres UANL         | 2              | 0              | 7                     | 2                     |                       |                       |  |  |                       |                       |                       |                       |
|  | 3e                  | Tigres UANL         |                     |                     |                |                |                       | 2                     |                       |                       |  |  |                       |                       |                       |                       |
|  | 6e                  | Atlas FC            | 0                   | 1                   |                |                |                       |                       |                       |                       |  |  |                       |                       |                       |                       |
|  | 6e                  | Atlas FC            | 0                   | 1                   |                |                |                       |                       |                       |                       |  |  |                       |                       |                       |                       |
|  |                     |                     |                     |                     |                |                |                       |                       |                       |                       |  |  |                       |                       |                       |                       |

( ) = Tirs au but; ap = Après prolongation; e = Victoire aux buts marqués à l'extérieur; f = Victoire par forfait

## Statistiques individuelles
Source,.
| Rg | Joueuse                | Club             | Buts |
| -- | ---------------------- | ---------------- | ---- |
| 1. | Alicia Cervantes (en)  | CD Guadalajara   | 14   |
| 2. | Charlyn Corral         | CF Pachuca       | 13   |
| 3. | Stephany Mayor         | Tigres UANL      | 11   |
| 3. | Scarlett Camberos      | Club América     | 11   |
| 5. | Uchenna Kanu           | Tigres UANL      | 10   |
| 6. | Desirée Monsiváis (en) | CF Monterrey     | 9    |
| 6. | Katty Martínez (en)    | Club América     | 9    |
| 6. | Adriana Iturbide (en)  | Atlas FC         | 9    |
| 6. | Destinney Duron        | Deportivo Toluca | 9    |
| 6. | Daniela Calderón       | León             | 9    |

| Rg | Joueuse               | Club           | Buts |
| -- | --------------------- | -------------- | ---- |
| 1. | Charlyn Corral        | CF Pachuca     | 4    |
| 1. | Alicia Cervantes (en) | CD Guadalajara | 4    |
| 1. | Mia Fishel            | Tigres UANL    | 4    |
| 4. | Aerial Chavarin (en)  | Pumas UNAM     | 3    |
| 5. | 7 joueuses            | 7 joueuses     | 2    |